# Иштяк
Иштяк (истяк) — экзоэтноним башкир IX—XIX веков, а также  сибирских, в том числе барабинских татар, применявшийся по отношению к ним казахами и другими соседними народами.

## Этимология
По мнению одних исследователей, этноним происходит из тюркских языков и отражает связи башкир с огузами, другие считают, что он восходит к финно-угорским языкам и отражает контакты башкир с уграми, позднее — венграми. Некоторые учёные указывают что этноним индоиранского происхождения и отражает взаимодействие башкирских племён с индоиранскими. Согласно ещё одной точке зрения, термин произошёл от имени одного из предводителей родоплеменных объединений башкир.

## История
Большинство авторов (Аксанов А. В., Хакимов Р. С., Вафеев Р. А. и другие) придерживаются мнения, что термин «иштяк» (истяк) является этнонимом, применявшимся преимущественно по отношению к башкирским племенам, в том числе и другими народами. По мнению другой части исследователей (Напольских В. В., Фишер И. Э., Закиев М. З., Радлов В. В., Генинг В. Ф.), понятие «иштяк» было равнозначным русскому «остяк» и пришло из тюркских языков, где этноним «иштяк» обозначал инородческое языческое население. В русских источниках, начиная с 1499 года, известен семантически близкий термин «остяк», применявшийся преимущественно к хантам, селькупам и манси и являющийся их устаревшим названием.

## Этноним у различных народов
Иштяками называли племена или часть племён башкир, а также сибирских (включая барабинских) татар. Зачастую сам термин «иштяк» (истяк) применялся по отношению к башкирам именно казахами. Известный археолог Генинг В. Ф. на основе письменных источников предположил, что население сылвенской культуры, именуемое тюрками «иштяки», принадлежало к уграм, отметив в письменных источника XVII века такие родовые группы, как сырьянцы, терсяки, саргач, сылвенские и иренские остяки и других, которые по своему происхождению связаны с древнейшими местными угорскими родами.

### Применение этнонима у башкир
Таджетдин Ялчыгул на основе генеалогических преданий составил сводное шежере башкирских племён и родов, в котором указано что Иштяк является родоначальником башкирских племён и легендарным предком башкир. Эту традицию продолжил Мухаметсалим Уметбаев. Другие учёные указывают что данный этноним происходит от имени одного из предводителей башкирских племён.
Ф. И. Страленберг назвал башкир остяками, так как они рыжеволосы и соседи называют «сары-иштяками» (остяками). В. Н. Татищев в своём труде «Истории Российской» указал что башкир казахи называют их «сары-остяками».
З. Г. Аминев ссылаясь на сообщения арабских авторов IX—XII веков (Джейхани, Истахри, аль-Масуди, Идриси) о двух группах башкир (внутренних и внешних), считает что башкирские этнонимы «кудей» и «иштяк» являются отзвуками деления на «внешних» и «внутренних» башкир. Также он считает что под этнонимом «иштяк» («иштяге» / «внутренние») подразумевались юго-восточные башкиры, соседями которых были кимаки и кипчаки (предки казахского народа).
Антрополог и этнолог Р. М. Юсупов полагал, что башкирские «иштяки» своим происхождением восходят к одному из древнейших племён Южного Урала того времени — дахам.
Согласно историку Л. А. Ямаевой, «иштяк» происходит от иранского слова «spaka», которое означает «собака, пёс». В индоиранской мифологии волк и собака являлись символами бойцовской ярости и отваги. Р. Ш. Вахитов указывает про существование версии происхождения этнонима от иранского «isti» — захватчик.
В киргизском эпосе «Манас», башкиры упоминаются как «Эштеки». По мнению С. Алиевой и Р. Габбасова, «иштяк» происходит от имени родоначальника кыргызского племени солто, в состав которого входят роды ай-туу и сарт (ай и сарт у башкир).

### Применение этнонима у сибирских татар
В составе сибирских татар отмечена группа иштяк-токузов, происхождение которой связано с башкирами и огузами (существовали до XI века). Кроме того, исследователь Н. А. Томилов отмечает, что казахи нередко называли сибирских татар уштяками, иштяками, эштеками.

### Упоминание о хешдеках
В произведениях османского путешественника XVII века Эвлия Челеби тюрко-мусульманское население Среднего и Нижнего Поволжья именуется хешдеками, хешдехами или хешдек-татарами. Переводчики его труда из АН СССР говорят о принадлежности термина «хешдек» астраханским, сибирским и казанским татарам, в чём с ними соглашается российский историк-востоковед И. В. Зайцев. Хотя по мнению Инана Абдулкадыра, А. Г. Салихова этот термин в труде Эвлии Челеби описывает башкир, а по мнению Ю. М. Юсупова — имеет явные параллели с термином «иштяк», которым обозначали башкир.
Р. М. Юсупов допускал, что этноним «иштяк» является в своей основе тюркизированной формой названия потомков древних племен Южного Урала, — «хешдеков» или «хешдаков». В этом случае «хешдак» или «хешдах» будет переводиться с иранского как «родственник, потомок, родня великих, могучих дахов», где «хеш» — родня, потомок, а «дах», «дак», «дау» — великий (иран.). Кроме того Юсупов Ю. М. указывает что под термином «хешдеки» нужно понимать несколько этносов, ведущих кочевой образ жизни и проживающих на юге России..